# 阿炳安
阿炳安（？年—1744年），或作阿秉阿，哈達瓜爾佳氏，西安駐防正红旗满洲人。清朝政治人物，官至甘肅寧夏道。

## 生平
康熙五十年（1711年），中式辛卯科順天鄉試文舉人。授吏部堂主事。因軍功議敘，推陞兵部員外郎。雍正年間，隨寧遠大將軍岳鍾琪出征巴里坤，奏放為前鋒翼長。後總理蔡巴什屯田事務。升補甘肅涼莊道。
乾隆初年，川陝總督查郎阿委任阿炳安與榆葭道王凝共同總理涼州、莊浪滿城及衙署工程。三年（1738年），涼州、莊浪滿城竣工，查郎阿奏稱節省工料銀三萬二千九百餘兩，阿炳安獲乾隆帝嘉獎。十一月二十四日（1739年1月3日），寧夏府發生大地震。
四年（1739年），調任甘肅寧夏道。
五年（1740年）五月，阿炳安受命主持新城修建工程。六年（1741年）六月，竣工。
九年（1744年），因辦理寧夏城工程侵貪工料銀，被參劾，革職，隨後病死。五月，大學士兼管川陝總督慶復奏報，已故阿炳安在莊浪道任內侵冒寧夏城工帑銀，由弟弟納阿認贓二萬餘兩。根據榆葭道王凝禀稱，莊浪滿城實際用工料银十萬一百六兩九錢零，較原估預算節省很多，王凝曾將帳冊前任巡撫元展成，但被元展成喝斥、勒令回任，將剩餘銀兩與建材交阿炳安收領，任憑阿炳安造冊報銷；乾隆帝認為查郎阿包庇阿炳安，諭令如有阿炳安未繳清的贓銀，由查郎阿代賠。
十年（1745年）十一月，經督撫查出阿炳安贓私銀兩達五六萬兩，已開始追賠；巡撫黃廷桂再奏報，阿炳安在工程期間剋減土方磚灰等項銀一萬三千餘兩，而且城基土牛並未按照預估刨除清運，卻冒銷銀一萬二千餘兩，以及經手修建的城牆倉庫均有出現龜裂損壞，應勒令限期重修。乾隆帝諭：「阿炳安當寧夏被震之後，乘此災傷，肆其侵噬，貪狡百出，情殊可惡」，令西安將軍博第、陝西巡撫陳宏謀查抄阿炳安在西安的家產，以備賠修公項之用。
十二年（1747年）二月，慶復奏報審訊故道阿炳安侵帑一案，西安駐防協領德明招認收寄部分銀兩，但銀數不符，仍繼續追查金流；又阿炳安家人蘇勒供稱乾隆四年正月，阿炳安曾用木匣盛裝四千兩銀送給大將軍查郎阿家人安七，由安七轉呈查郎阿收受，但僅是蘇勒一面之詞，尚未證實。
十四年（1749年）五月，上諭軍機大臣等：「原參革寧夏道阿炳安侵冒城工一案，查原估寧夏等三城工費共一百二十餘萬，而阿炳安開銷僅及其半，即云出於撙節，亦斷無節省過半之理。如係他人估計，而阿炳安承辦，則節省實多。如即係阿炳安所估，則是有意浮開，轉藉節省之名，以為冒銷之地。其居心狡詐，殆不可問。況該省官員甚多，委辦自不乏人，何以三處城工皆委阿炳安一人辦理？其中不無情弊。著傳諭總督尹繼善、巡撫鄂昌，令其查明原案，並將寧夏等城工原估何人，及該撫等疏內所稱多有損裂之處，現在情形若何、是否堅固，逐一具摺奏聞。至阿炳安業經身故，其應賠之項亦已交清，朕不過欲悉其顛末，以見外省工員藐法營私之弊。且陝省現有應辦城工，該督撫等亦當以是為鑑，留心稽察。」十月，尹繼善、陳宏謀覆奏：「緣寧夏、涼州、莊浪三處城工，共原估、續估銀一百二十六萬五千五百餘兩，除未經動用銀二十五萬六千四百餘兩外，實在節省銀四十萬六千餘兩。雖三處城工俱非阿炳安原估，而一切工程勒令匠夫並日趕辦，又剋扣腳價、科派里民，巧取節省之名，陰為自私之計，皆出之阿炳安一人。內莊浪城工雖係榆葭道王凝分辦，亦係阿炳安主持。今阿炳安業經參革病故，所有三處城工損裂之處，一併著落伊弟納英阿修補，其工價即在阿炳安家產變價餘剩銀內支給。」然乾隆帝懷疑覆奏的說法是「併案罪歸一人」。
十五年（1750年），因阿炳安將部分贓銀交給弟弟塞得立（色得禮），塞得立又寄交德明，德明趁機侵用贓銀而被刑部判處絞監候。

## 家庭及關聯[2]
- 祖父：沙必漢，三藩之亂時隨從出兵招撫王輔臣，事後駐防西安，誥贈光祿大夫。
- 祖母：托活洛氏，誥贈一品夫人。
- 繼祖母：烏宗氏，誥贈一品夫人。
- 父：額思圖，閑散，誥贈光祿大夫。
- 母：伊爾根覺羅氏，誥贈一品夫人。

阿炳安行一，有五弟：
- 阿炎阿，駐防西安，閑散，貤贈資政大夫。
- 琳昌，乾隆元年文舉人，官至詹事府左春坊左庶子兼公中佐領。
- 塞得立，文生員，誥贈光祿大夫。
- 吳達善（？年－1771年），乾隆元年進士，官至陝甘總督。
- 納英阿，乾隆元年副榜，誥贈光祿大夫。

### 子嗣
有三子：
- 玉柱，駐防西安，監生。
- 鍾興，官刑部司獄。
- 鍾起，候補筆帖式。